# Israël aux Jeux olympiques d'été de 1972
Israël participe aux Jeux olympiques d'été de 1972 à Munich du 26 août au 11 septembre 1972. Pour sa sixième participation à des Jeux olympiques d'été, la délégation israélienne est composée de 15 sportifs répartis dans 7 disciplines.
Ces Jeux sont marqués par la prise d'otages de plusieurs membres de la délégation israélienne par des terroristes membres de l'organisation palestinienne Septembre noir. Onze membres de la délégation sont assassinés le 6 septembre. Le reste de la délégation quitte Munich dès le lendemain.

## Participants

### Athlétisme
Deux athlètes représentent Israël : Shaul Ladany et Esther Shahamorov.

### Escrime
Dan Alon et Yehuda Weissenstein participent à l'épreuve masculine de fleuret.

### Haltérophilie
David Mark Berger, Ze'ev Friedman et Yossef Romano sont les trois haltérophiles israéliens à ces Jeux olympiques.

### Lutte
Eliezer Halfin, Mark Slavin et Gad Tsobari sont les lutteurs alignés par Israël.

### Natation
Shlomit Nir est le seul nageur israélien à ces Jeux olympiques.

### Tir
Henry Hershkowitz et Zelig Stroch participent aux épreuves de carabine.

### Voile
Dans la catégorie du Flying Dutchman, Israël aligne Yair Michaeli et Itzhak Nir.

### Prise d'otages
Le 5 septembre 1972, huit membres de Septembre noir s'introduisent dans le village olympique et pénètrent dans l'immeuble occupé par la délégation israélienne. Yossef Gutfreund et Moshe Weinberg sont alors assassinés, tandis que neuf membres de la délégation sont capturés : Kehat Shorr, Amitzur Shapira, André Spitzer, Yacov Springer, les lutteurs Eliezer Halfin et Mark Slavin, les haltérophiles David Mark Berger et  Ze'ev Friedman.
Des discussions avec les ravisseurs sont menées par les autorités allemandes. Le Comité international olympique suspend les compétitions. Dans la soirée, une tentative de sauvetage des otages échoue à l'aéroport de Munich. Tous les otages israéliens sont tués ainsi qu'un policier allemand. Cinq terroristes sont abattus et trois arrêtés par les autorités allemandes.
Le lendemain, le reste de la délégation israélienne quitte Munich alors que les Jeux olympiques reprennent.